# Cztery Słupy (Maziarnia)
Cztery Słupy – przysiółek kolonii Maziarnia w Polsce położony w województwie lubelskim, w powiecie chełmskim, w gminie Żmudź.
W latach 1975–1998 przysiółek administracyjnie należał do województwa chełmskiego.